# Galium pseudohelveticum
Espèce
Classification phylogénétique
Galium pseudohelveticum, ou Gaillet des Alpes occidentales, est une espèce de plantes du genre des gaillets et de la famille des rubiacées.